# برج معوضه
برج معوضه (انگلیسی: Burj Ali Maodah؛ زادهٔ ۱ مارس ۱۹۸۳) یک بازیکن فوتبال اهل عربستان سعودی است.
از باشگاه‌هایی که در آن بازی کرده‌است می‌توان به باشگاه فوتبال الشعله عربستان سعودی، باشگاه فوتبال الشباب عربستان سعودی، باشگاه فوتبال الرائد عربستان سعودی، باشگاه فوتبال الحزم عربستان سعودی، و باشگاه فوتبال الوطنی عربستان سعودی اشاره کرد.